# Super Session
| Recensione | Giudizio |
| ---------- | -------- |
| AllMusic   |          |

Super Session è un album del 1968 pubblicato dalla Columbia Records e prodotto da Al Kooper. La prima parte del disco vede la performance del duo Mike Bloomfield-Al Kooper, mentre nella seconda Al Kooper suona con Stephen Stills.
Nel maggio 1968, Al Kooper chiama alcuni suoi vecchi amici a suonare negli studi Columbia di New York City: con Stephen Stills alla chitarra realizza alcuni brani che formeranno il lato B dell'LP, mentre con Mike Bloomfield, sempre alla chitarra, incide altre session (lato A dell'LP).
Nel 2003, la Legacy Records stampò l'album su CD (rimasterizzato) con l'aggiunta di quattro brani bonus.
Le session con Mike Bloomfield poi continueranno di lì a poco dal vivo, immortalate nel doppio LP The Live Adventures of Mike Bloomfield and Al Kooper (per Columbia Records, registrato al Fillmore East) e nell'album Fillmore East: The Lost Concert Tape 12/13/68 (Columbia Records - solo su CD).

## Tracce

### Lato A: Mike Bloomfield-Al Kooper
1. Albert Shuffle – 6:43 (Al Kooper, Mike Bloomfield)
2. Stop – 4:23 (Jerry Ragovoy, Mort Shuman)
3. Man's Temptation – 3:25 (Curtis Mayfield)
4. His Holy Modal Majesty – 9:13 (Al Kooper, Mike Bloomfield)
5. Really – 5:29 (Al Kooper, Mike Bloomfield)

### Lato B: Stephen Stills-Al Kooper
1. It Takes a Lot to Laugh, It Takes a Train to Cry – 3:30 (Bob Dylan)
2. Season of the Witch – 11:07 (Donovan)
3. You Don't Love Me – 4:12 (Willie Cobb)
4. Harvey's Tune – 2:09 (Harvey Brooks)

### Tracce bonus (CD del 2003 - Legacy Records)
1. Albert Shuffle (inedito, mix without horns) – 6:59
2. Season of the Witch (inedito, mix without horns) – 11:08
3. Blues for Nothing (studio outtake) – 4:15
4. Fat Grey Cloud (inedito, live) – 4:39

## Musicisti
- Al Kooper – voce, piano, organo, ondioline, chitarra 12 corde, chitarra elettrica, voce, arrangiamenti strumenti a fiato (horns), produttore
- Mike Bloomfield – chitarra elettrica (lato A)
- Stephen Stills – chitarra elettrica (lato B)
- Harvey Brooks – basso
- Eddie Hoh – batteria
- Barry Goldberg – piano elettrico
- Joey Scott – arrangiamenti strumenti a fiato (horns)

### Musicisti nel branoFat Grey Cloud
- Al Kooper – organo, armonica
- Mike Bloomfield – chitarra elettrica, voce
- Roosevelt Gook – piano
- John Kahn – basso
- Skip Prokop – batteria